# Tripogon liouae
Tripogon liouae är en gräsart som beskrevs av Sylvia Mabel Phillips och Shou Liang Chen. Tripogon liouae ingår i släktet Tripogon och familjen gräs. Inga underarter finns listade i Catalogue of Life.